# Кацанино (Бергамо)
Кацанино је насеље у Италији у округу Бергамо, региону Ломбардија.
Према процени из 2011. у насељу је живело 115 становника. Насеље се налази на надморској висини од 492 m.